# 中井覚
中井覚（なかいさとし、1967年-）はゲームクリエイター、イラストレーター。北海道出身。北海道造形デザイン専門学校卒業。ゲームを中心にイラスト及びキャラクターデザインを提供している。なお、名前の「覚」は本来旧字の「覺」が正しい。2009年より表記を「仲井さとし」に変更。

## 作品

### ゲームソフト
- 『ジノーグ』（1991年　NCS）　キャラクター、メカニック、背景などデザインとグラフィック全般を担当。
- 『重装機兵ヴァルケン』（1992年　NCS）　グラフィック。
- 『FRONT MISSION SERIES GUN HAZARD』（1996年　スクウェア）グラフィック。
- 『カルドセプト』（1997年　セガ）カードイラスト。
- 『ゴジラ～トレーディングバトル』（1998年　東宝）カードイラスト。
- 『カルドセプト エキスパンション』（1999年　メディアファクトリー）カードイラスト。
- 『カルドセプト セカンド』（2001年　メディアファクトリー）カードイラスト。
- 『バイオハザード CODE:Veronica』（2000年　カプコン）モンスターデザイン、キャラクター衣装デザイン。
- 『ASTRO BOY・鉄腕アトム -アトムハートの秘密-』（2003年　セガ）グラフィック。
- 『カルドセプト サーガ』（2006年　バンダイナムコゲームス）カードイラスト。
- 『カルドセプトDS』（2008年　セガ）全ての新規カードイラスト。
- 『魂斗羅ReBirth』（2009年　コナミ）天王創魔心ゴメラモスキング ドットワークス・他。

### 書籍
- 『カルドセプト　コンプリートイラストレーション』（2001年）『カルドセプト』『カルドセプト　セカンド』に提供した全イラストを所載。
- 『神世界黙示録』（2002年　エンターブレイン）表紙、裏表紙、中扉絵、敵キャラクターイラスト。

### 雑誌
- 『メガドライブFAN』表紙絵（1991年2月号～1994年12月号）
- 『三国志マガジン』表紙絵（2004～2006）

### パッケージイラスト
- 『重装機兵レイノス』（1990年　NCS）
- 『超兄貴』（1993年　COCC）
- 『仁義なき兄貴』（1993年　NADL　葉山宏治）
- 『超葉山～兄貴番外地』（1994年　COCC　葉山宏治）
- 『沙羅曼蛇 ポータブル』（2007年　コナミデジタルエンタテインメント）
- 『ギャラクシーフォース』（2007年　セガ）

## 作風
イラストは人物から怪物、メカニック、背景まで幅広い題材を手がける。
ゲーム『ジノーグ』（NCS）では、人体パーツ（臓器含む）とメカを合成した敵キャラクターをデザインした。
さらに『カルドセプト』シリーズ（製作：大宮ソフト）には第一作のサターン版から参加。全361枚中187枚のカードイラストと画廊イラスト14枚を担当し、得意のゾンビからドラゴン、亜人種、美女、小動物まで世界各地の伝説のモンスターを手がけた。

## 関連人物
- 斉藤智晴
- ゾルゲ市蔵
- 有賀ヒトシ
- 大味健一郎